# Österreich-Rundfahrt 2005
L'Österreich-Rundfahrt 2005, cinquantasettesima edizione della corsa, si svolse dal 4 al 10 luglio su un percorso di 940 km ripartiti in 7 tappe, con partenza da Linz e arrivo a Vienna. Fu vinto dallo spagnolo Juan Miguel Mercado della Quick Step davanti allo svizzero Johann Tschopp e all'austriaco Gerhard Trampusch.

## Tappe
| Tappa  | Data      | Percorso                                  | km    | Vincitore di tappa  | Leader cl. generale |
| ------ | --------- | ----------------------------------------- | ----- | ------------------- | ------------------- |
| 1ª     | 4 luglio  | Linz > Salisburgo                         | 186,5 | Sergio Marinangeli  | Sergio Marinangeli  |
| 2ª     | 5 luglio  | Salisburgo > Nußdorf                      | 175   | Juan Miguel Mercado | Juan Miguel Mercado |
| 3ª     | 6 luglio  | Lienz > Kitzbühel                         | 179   | Maarten den Bakker  | Juan Miguel Mercado |
| 4ª     | 7 luglio  | Kitzbühel > Kitzbühel (cron. individuale) | 10    | Gerhard Trampusch   | Juan Miguel Mercado |
| 5ª     | 8 luglio  | Haus im Ennstal > Graz                    | 52,5  | Michael Barry       | Juan Miguel Mercado |
| 6ª     | 9 luglio  | Graz > Podersdorf am See                  | 207   | Fabrizio Guidi      | Juan Miguel Mercado |
| 7ª     | 10 luglio | Vienna > Vienna                           | 130   | Jochen Summer       | Juan Miguel Mercado |
| Totale | Totale    | Totale                                    | 940   |                     |                     |

## Dettagli delle tappe

### 1ª tappa
- 4 luglio: Linz > Salisburgo – 186,5 km

| Pos. | Corridore           | Squadra         | Tempo    |
| ---- | ------------------- | --------------- | -------- |
| 1    | Sergio Marinangeli  | Naturino        | 4h19'33" |
| 2    | Eric Leblacher      | Crédit Agricole | s.t.     |
| 3    | Hans Peter Obwaller | Sava            | a 35"    |

| Pos. | Corridore           | Squadra         | Tempo    |
| ---- | ------------------- | --------------- | -------- |
| 1    | Sergio Marinangeli  | Naturino        | 4h19'18" |
| 2    | Eric Leblacher      | Crédit Agricole | a 8"     |
| 3    | Hans Peter Obwaller | Sava            | a 46"    |

### 2ª tappa
- 5 luglio: Salisburgo > Nußdorf – 175 km

| Pos. | Corridore           | Squadra                 | Tempo    |
| ---- | ------------------- | ----------------------- | -------- |
| 1    | Juan Miguel Mercado | Quick Step              | 3h18'52" |
| 2    | Johann Tschopp      | Phonak                  | a 28"    |
| 3    | Gerhard Trampusch   | Akud Arnolds Sicherheit | a 1'04"  |

| Pos. | Corridore           | Squadra                 | Tempo    |
| ---- | ------------------- | ----------------------- | -------- |
| 1    | Juan Miguel Mercado |                         | 7h42'32" |
| 2    | Johann Tschopp      | Phonak                  | a 32"    |
| 3    | Gerhard Trampusch   | Akud Arnolds Sicherheit | a 1'05"  |

### 3ª tappa
- 6 luglio: Lienz > Kitzbühel – 179 km

| Pos. | Corridore          | Squadra      | Tempo    |
| ---- | ------------------ | ------------ | -------- |
| 1    | Maarten den Bakker | Rabobank     | 4h06'59" |
| 2    | Przemysław Niemiec | Miche        | s.t.     |
| 3    | Giuseppe Palumbo   | Acqua & Sap. | s.t.     |

| Pos. | Corridore           | Squadra                 | Tempo     |
| ---- | ------------------- | ----------------------- | --------- |
| 1    | Juan Miguel Mercado |                         | 11h52'03" |
| 2    | Johann Tschopp      | Phonak                  | a 32"     |
| 3    | Gerhard Trampusch   | Akud Arnolds Sicherheit | a 1'05"   |

### 4ª tappa
- 7 luglio: Kitzbühel > Kitzbühel (cron. individuale) – 10 km

| Pos. | Corridore         | Squadra                  | Tempo  |
| ---- | ----------------- | ------------------------ | ------ |
| 1    | Gerhard Trampusch | Akud Arnolds Sicherheit  | 33'17" |
| 2    | Thomas Danielson  | Discovery Channel        | a 11"  |
| 3    | Andreas Ortner    | Arbö Resch & Frisch Eybl | a 18"  |

| Pos. | Corridore           | Squadra                 | Tempo     |
| ---- | ------------------- | ----------------------- | --------- |
| 1    | Juan Miguel Mercado |                         | 12h25'55" |
| 2    | Johann Tschopp      | Phonak                  | a 19"     |
| 3    | Gerhard Trampusch   | Akud Arnolds Sicherheit | a 30"     |

### 5ª tappa
- 8 luglio: Haus im Ennstal > Graz – 52,5 km

| Pos. | Corridore     | Squadra           | Tempo    |
| ---- | ------------- | ----------------- | -------- |
| 1    | Michael Barry | Discovery Channel | 1h04'19" |
| 2    | Cyril Lemoine | Crédit Agricole   | a 2"     |
| 3    | Jochen Summer | ELK Haus          | a 16"    |

| Pos. | Corridore           | Squadra                 | Tempo     |
| ---- | ------------------- | ----------------------- | --------- |
| 1    | Juan Miguel Mercado |                         | 13h30'30" |
| 2    | Johann Tschopp      | Phonak                  | a 19"     |
| 3    | Gerhard Trampusch   | Akud Arnolds Sicherheit | a 30"     |

### 6ª tappa
- 9 luglio: Graz > Podersdorf am See – 207 km

| Pos. | Corridore      | Squadra  | Tempo    |
| ---- | -------------- | -------- | -------- |
| 1    | Fabrizio Guidi | Phonak   | 4h51'41" |
| 2    | Giosuè Bonomi  | Lampre   | s.t.     |
| 3    | Erik Zabel     | T-Mobile | s.t.     |

| Pos. | Corridore           | Squadra                 | Tempo     |
| ---- | ------------------- | ----------------------- | --------- |
| 1    | Juan Miguel Mercado |                         | 18h22'11" |
| 2    | Johann Tschopp      | Phonak                  | a 19"     |
| 3    | Gerhard Trampusch   | Akud Arnolds Sicherheit | a 30"     |

### 7ª tappa
- 10 luglio: Vienna > Vienna – 130 km

| Pos. | Corridore     | Squadra    | Tempo    |
| ---- | ------------- | ---------- | -------- |
| 1    | Jochen Summer | ELK Haus   | 2h55'43" |
| 2    | Erik Zabel    | T-Mobile   | s.t.     |
| 3    | Luca Paolini  | Quick Step | s.t.     |

| Pos. | Corridore           | Squadra                 | Tempo     |
| ---- | ------------------- | ----------------------- | --------- |
| 1    | Juan Miguel Mercado | Quick Step              | 21h17'54" |
| 2    | Johann Tschopp      | Phonak                  | a 19"     |
| 3    | Gerhard Trampusch   | Akud Arnolds Sicherheit | a 30"     |

## Classifiche finali

### Classifica generale
| Pos. | Corridore           | Squadra                    | Tempo     |
| ---- | ------------------- | -------------------------- | --------- |
| 1    | Juan Miguel Mercado | Quick Step                 | 21h17'54" |
| 2    | Johann Tschopp      | Phonak Hearing Systems     | a 19"     |
| 3    | Gerhard Trampusch   | Akud Arnolds Sicherheit    | a 30"     |
| 4    | Kurt Van De Wouwer  | MrBookmaker-Sports Tech    | a 1'44"   |
| 5    | Thomas Danielson    | Discovery Channel          | a 2'05"   |
| 6    | Michael Barry       | Discovery Channel          | a 2'08"   |
| 7    | Bernhard Kohl       | T-Mobile                   | a 2'36"   |
| 8    | Maurizio Vandelli   | Arbö Resch & Frisch Eybl   | a 3'25"   |
| 9    | Rinaldo Nocentini   | Acqua & Sapone             | a 3'46"   |
| 10   | Pascal Hungerbühler | Volksbank Leingruber Ideal | a 4'08"   |